# Erigonoplus simplex
Erigonoplus simplex är en spindelart som beskrevs av Alfred Frank Millidge 1979. Erigonoplus simplex ingår i släktet Erigonoplus och familjen täckvävarspindlar.
Artens utbredningsområde är Italien. Inga underarter finns listade i Catalogue of Life.